# النمط البندقي متعدد الكورال

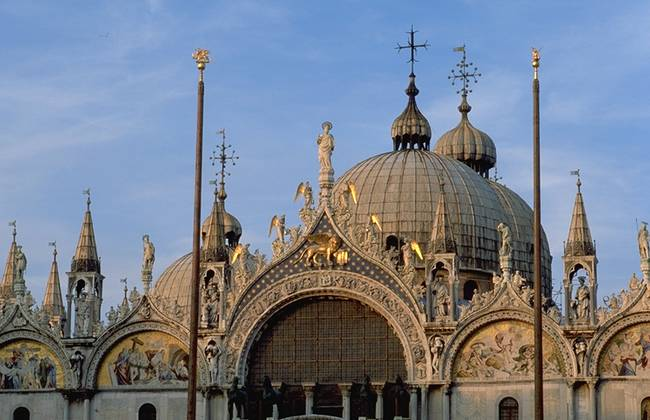
سان ماركو مساء. كانت هذه الكنيسة مكان تطوير هذا النوع الموسيقي.

النمط البندقي متعدد الكورال هو نوع من الموسيقى من أواخر عصر النهضة وبدايات عصر الباروك التي شملت مشاركة جوقات منفصلة مكانيًا تغني بتناوب. مثل هذا النوع تحولًا أسلوبيًا كبيرًا في كتابة الألحان السائدة في عصر النهضة المتوسطة، وكان واحدًا من التطورات الأسلوبية الكبرى التي أدت مباشرة إلى تشكيل ما نعرفه الآن باسم الطراز الباروكي.